# Faro de Vigo
Faro de Vigo è un quotidiano spagnolo pubblicato a Vigo, nella regione della Galizia. Fondato nel 1853, è il più antico giornale spagnolo ancora in circolazione.

## Storia
Uscì per la prima volta il 3 novembre 1853 nella tipografia del suo fondatore, Ángel de Lema y Marina, in Calle de la Oliva, a Vigo. Inizialmente veniva pubblicato due volte alla settimana, per poi diventare trisettimanale dal 1º giugno 1875 e infine quotidiano dal 7 luglio 1879. Durante i primi anni di pubblicazione, il suo scopo principale era quello di fungere da meccanismo di pressione per mobilitare e far agire le autorità competenti al fine di superare l'isolamento del sud della Galizia. L'obbiettivo fu raggiunto con la costruzione e l'attivazione, nel marzo 1881, della ferrovia Vigo-Orense. 
Nel 1986 il Faro de Vigo fu acquisito da Editorial Prensa Ibérica.